# (74082) 1998 OM3
1998 أو أم 3 (ويعرف أيضًا باسم (74082) 1998 أو أم 3 وفق تسمية الكوكب الصغير) (بالإنجليزية: 1998 OM3)‏ هو كويكب ضمن حزام الكويكبات؛ وترتيبه 74082 من حيث الاكتشاف.
اكتُشف هذا الجُرم الفلكي بواسطة OCA–DLR Asteroid Survey ‏ في 23 يوليو 1998.

## وصلات خارجية
- (74082) 1998 OM3 في قاعدة بيانات مختبر الدفع النفاث لأجرام النظام الشمسي الصغيرة

- الاكتشاف · مخطط المدار ·  العناصر المدارية · المعلمات المادية

- (74082) 1998 OM3 على موقع ويكي سكاي: DSS2, SDSS, GALEX, IRAS, Hydrogen α, X-Ray, Astrophoto, Sky Map, Articles and images